# Anna Caula i Paretas
Anna Caula Paretas (Girona, 6 d'abril de 1971) és una entrenadora esportiva i política catalana, directiva de l'Uni Girona des del 2014 i diputada al Parlament de Catalunya en la XI (2015-2017), XII (2018-2020), i XIII legislatures (2021-actualitat).
Del 2008 al 2014 va ser entrenadora de bàsquet del primer equip de l'Uni Girona. Durant les sis temporades en què fou entrenadora el seu equip va assolir un ascens a la Lliga Femenina, dos segons llocs en la màxima competició estatal, dues participacions en la Copa de la Reina, dues participacions en els playoffs i una final de la Supercopa. També ha dirigit a la selecció espanyola sub-20F des del 2012 al 2014, aconseguint dos ors i una plata als europeus.
Es presentà a les eleccions al Parlament de Catalunya de 2015 al número 2 de la llista per Girona de Junts pel Sí, al costat de Lluís Llach, sent finalment elegida. A les eleccions al Parlament de Catalunya de 2017 fou escollida com a diputada, aquesta vegada amb la llista d'Esquerra Republicana de Catalunya-Catalunya Sí. El maig de 2018 va rellevar Sergi Sabrià com a portaveu del Grup Parlamentari Republicà. El març de 2021 fou escollida vicepresidenta primera del Parlament. El 2 de juny del mateix any, es va anunciar que deixava la vicepresidència del Parlament per ser la secretària general de l'Esport, adscrita a la conselleria de Presidència, encapçalada per Laura Vilagrà.